# Greatest Hits (Роби Уилямс)
Вижте пояснителната страница за други значения на Greatest Hits.
Greatest Hits е албум на британския поп-певец Роби Уилямс. Той е издаден на 18 октомври 2004 г. и още първият ден от излизането си са купени над 320 000 копия. Нови сингли в него са Radio и Misunderstood. Албумът достига първото място по продажби в 18 страни, сред които са: Франция, Италия, Португалия, Испания, Аржентина, Колумбия, Германия, Австралия, Нова Зеландия, Швейцария и Великобритания.

## Списък на песните
Списъкът варира за различните държави, в които е издаден. Долу е представен трак-листът за Европа:
- 1.Old Before I Die
- 2.Lazy Days
- 3.Angels
- 4.Let Me Entertain You
- 5.Millenium
- 6.No Regrets
- 7.Strong
- 8.She's The One
- 9.Rock DJ
- 10.Kids
- 11.Supreme
- 12.Let Love Be Your Energy
- 13.Eternity
- 14.The Road To Mandalay
- 15.Feel
- 16.Come Undone
- 17.Sexed Up
- 18.Radio
- 19.Misunderstood

## Още
За края на 2008 г. (около 20 октомври) се планира издаването на двоен албум, отново с хитове-Greatest Hits 2